# Новак, Григорий Ирмович
Григо́рий (Гиршл) И́рмович Нова́к (5 марта 1919, Чернобыль, Киевская губерния — 10 июля 1980, Москва) — советский тяжелоатлет и артист цирка еврейского происхождения. Первый в истории советский чемпион мира. Заслуженный мастер спорта СССР (1945; лишён звания в 1952, позднее звание восстановлено). Заслуженный артист РСФСР (1969). Отличник физической культуры (1947).

## Биография

### Спортсмен
Родился в городе Чернобыль (ныне — Киевская область Украины) в еврейской семье.
По окончании семи классов школы № 25 поступил на работу и вместе с отцом несколько лет занимался рытьём котлованов для строящихся зданий. Ежедневный тяжёлый труд помог крепкому, хотя и не отличавшемуся ростом, юноше набрать значительную физическую силу и стать победителем устраиваемых между строителями поединков по борьбе и поднятию тяжестей.
В 1933—1936 годах молодой рабочий участвовал в эстрадных и цирковых представлениях, выступая перед публикой с акробатическими номерами и ловко жонглируя гирями.
В 1937 году, после переезда семьи в Киев, Григорий всерьёз решил заняться спортом и записался в секцию борьбы общества «Динамо». Ещё не имея никакой технической подготовки, он уже легко побеждал соперников за счёт своих незаурядных физических качеств.
В 1938 году начинающий борец по совету тренера перешёл в секцию тяжёлой атлетики, и уже через год, в 1939, стал победителем первенства Украины и занял второе место на чемпионате СССР в полусредней весовой категории.
В период с 1939 по 1952 год, выступая в различных весовых категориях, десять раз становился чемпионом страны, установил 22 официальных мировых рекорда и 91 рекорд СССР в различных упражнениях тяжелоатлетического троеборья (24 в категории до 75 кг, 46 в категории 82,5 кг, 18 в категории до 90 кг и 3 в категории свыше 82,5 кг), из которых 75 превышали рекорды Мира. Одним из его тренеров был Роман Павлович Мороз.
Во время Великой Отечественной войны 22-летний лейтенант Григорий Новак, которому отказали в отправке на фронт (причина?), был назначен на должность начальника физподготовки Дома Красной Армии в Новосибирске, где занимался подготовкой лыжных частей.
В 1945 году он был удостоен почётного спортивного звания Заслуженный мастер спорта СССР.
В 1946 году Советский Союз был принят в состав Международной федерации тяжёлой атлетики и впервые участвовал в проводившемся в Париже чемпионате мира. Новак был заявлен в полутяжёлом весе (тогда — до 82,5 кг). Оказавшийся самым малорослым участником, Григорий Новак, набрав в трёх упражнениях 425 кг (140+130+155) и установив мировые рекорды в жиме, рывке и сумме, стал первым советским чемпионом мира.
Парижский триумф сделал Новака самым популярным из всех советских спортсменов. Он устанавливал мировые рекорды и достигал побед на всех всесоюзных и международных соревнованиях, в которых принимал участие в течение шести лет.
В 1952 году Григорий Новак в весовой категории до 90 кг стал серебряным призёром Олимпийских игр в Хельсинки, значительно уступив знаменитому американцу Норберту Шемански.

### Артист цирка
В 1952 году, будучи в Сталинграде на командном чемпионате СССР по тяжёлой атлетике, Новак устроил скандал в гостинице, нанеся травмы швейцару. После этого по приказу высшего спортивного руководства Новак был лишён почётного звания заслуженного мастера спорта, выплат за установленные мировые рекорды и отстранён от участия в соревнованиях. Против экс-чемпиона мира возбудили уголовное дело, которое вскоре, однако, замяли.
Григорий Новак был вынужден уйти из спорта и в 1953 году вернулся к юношескому увлечению — стал артистом цирка, силовым жонглёром.
В первый же год выступлений создал оригинальный силовой номер с гирями и штангами, включавший элементы акробатики, в котором выделялся финальный трюк: лёжа на спине, Новак балансировал ногами тяжёлую металлическую конструкцию, по которой ездили на мотоциклах двое партнёров.
С 1962 года Григорий Новак выступал на манеже с сыновьями: старшим Аркадием, мастером спорта и младшим Романом.
Совершенствуя свои номера, первый советский чемпион мира в 1968 году поставил аттракцион «Атлетическая поэма», соединяющий элементы атлетики, акробатики, гимнастики и баланса, и в 1969 году добавил к своим спортивным титулам почётное звание «Заслуженного артиста РСФСР».

Могила Гр. Новака на Востряковском кладбище

Оставив начатое дело сыновьям, Григорий Новак, более 25 лет своей жизни отдавший цирковой работе, в 1980 году прекратил выступления и занялся подготовкой номеров для культурной программы Олимпиады-80, но умер от инфаркта 10 июля 1980 года, не дожив нескольких дней до её открытия. Похоронен на 129-м участке Востряковского кладбища в Москве.
В Москве на доме, где в 1976—1980 годах жил Григорий Новак (Ленинградский пр., 9), установлена мемориальная доска (скульптор К. Б. Саркисов и архитектор О. А. Мельниченко).

## Награды и звания
- Орден Трудового Красного Знамени (14 февраля 1980)[5][6]
- Орден «Знак Почёта»
- медали
- Заслуженный артист РСФСР (1969)
- Заслуженный мастер спорта СССР (1945)